# پلیت میکروتیتر
پلیت میکروتیتر (نام علمی: Microtiter plate) (نام آن برگرفته از نام شرکت سازنده آن است) که به آن میکروپلیت یا پلیت میکروول(Microwell plate) که پلیت چند چاهکی هم گفته می‌شود، یک پلیت مسطح با چندین چاهک است. استفاده از میکروپلیت امکان انجام تعداد زیادی آزمایش را در یک پلیت منفرد فراهم می‌کند. چرا که در واقع آزمایش کوچک سازی شده و هر چاهک، حکم یک لوله آزمایش کوچک را دارد. یکی از کاربردهای متداول پلیت میکروتیتر استفاده از آن در سنجش ایمونوسوربنت متصل به آنزیم (enzyme-linked immunosorbent assay یا به اختصار ELISA) است. امروزه این روش اساس بسیاری از آزمایش‌های تشخیص پزشکی در انسان و حیوانات می‌باشد.
میکروپلیت‌ها عمدتاً دارای ۶، ۲۴، ۹۶، ۳۸۴ یا ۱۵۳۶ چاهک برای وارد کردن نمونه هستند. این چاهک‌ها در یک قالب مستطیلی شکل قرار گرفته‌اند. حتی میکروپلیت‌هایی با ۳۴۵۶ و ۹۶۰۰ چاهکی نیز به منظور کاربردهای خاص ساخته شده‌اند.
هر چاهک بر حسب نوع میکروپلیت، گنجایشی در حدود چند ده نانولیتر تا چندین میلی لیتر از مایع را دارد. میکروپلیت‌ها می‌توانند دماهای پایین یا بالا را برای مدت طولانی تحمل کنند. امروزه از این میکروپلیت‌ها جهت تحقیقات علوم زیستی مختلفی که مرتبط با فیلتراسیون، جداسازی، تشخیص نوری، ذخیره‌سازی، مخلوط سازی واکنش‌ها، کشت سلول و بررسی فعالیت‌های ضد میکروبی هستند، استفاده می‌شود.
رشد چشمگیر در مطالعات سلول‌های زنده منجر به تولید میکروتیترهای جدیدی در حوزه کشت بافت گردید. سطح این میکروپلیت‌ها به شدت آبدوست است و بنابراین سلول‌ها به راحتی می‌توانند به دیواره چاهک‌ها متصل شده و رشد کنند.
تعدادی از شرکت‌ها، ربات‌هایی ساخته‌اند که قابلیت انجام تست با میکروپلیت را دارند. این ربات‌ها ممکن است بر اساس مراحل مختلف آزمایش، مایعات مورد نظر را به داخل چاهک‌ها وارد و خارج کنند، آنها را بین دستگاه‌های مختلف انتقال دهند یا به عنوان حرارت دهنده، شستشو دهنده و نگهدارنده و غیره عمل کنند. همچنین دستگاه‌های خوانش پلیت نیز ساخته شده‌اند که قادر به تشخیص اتفاقات زیستی، شیمیایی و فیزیکی در نمونه‌های موجود در چاهک‌ها هستند.